# Lola Falcón
Aurora Emma Falcón May (Chillán, 1907-Santiago, 2000) fue una fotógrafa chilena.

## Biografía
Conocida como “Lola” Falcón, la artista vivió gran parte de su etapa adolescente en París, en los años veinte, junto con su madre Aurora May y su padrastro Armando Vidal, pianista y compositor, quien trasladó a su familia a la capital francesa para perfeccionarse en la música. Mientras vive allí y debido a las relaciones de su familia con músicos y artistas aprendió acerca de ideas liberales y sociales.
Si bien su vocación de fotógrafa emerge más tarde, es en este contexto de ideas libertarias donde ella prácticamente gesta la esencia y la estética de su fotografía: lo cotidiano, la realidad social, lo marginal y el paisaje urbano o rural pero siempre muy humanizado.  
Vuelve a Chile a principios de la década del treinta cuando tenía 20 años, y en 1932 contrajo matrimonio con el periodista y escritor Luis Enrique Délano, con quien se muda España por una beca de estudios en Letras en la Universidad Mayor de Madrid. El inicio de la carrera diplomática de su esposo, le permitió mantener una profunda amistad con Pablo Neruda, quien llega como Cónsul de Chile cuando Gabriela Mistral, también amiga cercana de la artista, es trasladada a Portugal. En España, en el año 1936, nace su único hijo, el escritor Enrique Délano, conocido como Poli Délano, y es en ese medio literario e intelectual donde llegó a conocer a diferentes escritores y artistas como Federico García Lorca, entre otros. 
Al estallar la Guerra Civil Española partieron a México a una nueva misión diplomática donde también compartieron su experiencia con Pablo Neruda, durante la década de los 40. Lola se apasionó por México y además de retratar a los muralistas y compartir el deseo de una verdadera transformación social mediante la reivindicación del pueblo mexicano, tomó fotos de todo lo cotidiano. Lo que más le gustaba era fotografiar personas y escapar de todo tipo de formalismo. Más tarde, también por misión consular, su familia se traslada a Nueva York, donde empieza a formalizar su actividad fotográfica ingresando a la New York School of Arts para estudiar fotografía. Nueva York fue una gran experiencia para la artista, pues no solo estimuló su creatividad sino que también expandió sus conocimientos técnicos, permitiéndole acceder a equipos fotográficos de tecnología avanzada. 
Andrea Aguad coautora del libro Lola Falcón. Por las calles del mundo (2010) afirma que: 
“A pesar de las restricciones sociales que limitaron históricamente el papel de las mujeres a la labor doméstica, un cierto número de ellas se abrió paso en un  universo exclusivamente masculino, y logró crearse un espacio en el campo de la fotografía. ”.
Cuando llegó a Santiago en 1949 realizó su primera exhibición de fotografías en la Galería Central, única exposición que la artista realizó en vida y que tuvo muy buena crítica. Lola comenzó a documentar su trabajo como un compromiso social, y crea un taller-estudio fotográfico en la calle Merced, de breve existencia. En 1957, se radicó en Cartagena, cerca del mar, donde fotografió la naturaleza, plantas, animales y personajes locales, mostrando especial interés en los niños. Conoció y fotografió culturas de los cinco continentes y en cuanto país vivió se impregnó a profundidad de su cultura, como en China, donde vivió por dos años (1959-1961) mostrando sensibilidad por las localidades populares, suburbios, fábricas, obreros, las escuelas, las comunidades agrícolas, las pagodas y los templos, en contraste con los efectos causados por la Revolución Cultural China de 1949. 
Vivió dos años en Suecia (1971-1973) y otros diez años nuevamente en México a causa del exilio tras el golpe militar de 1973 para retornar a Chile en 1984. A los pocos meses de llegados en Chile muere su esposo y se traslada a su casona en Ñuñoa donde continuó haciendo fotografía. Su obra, que supera los más de 5000 negativos, ha sido recopilada y difundida por su hijo, el escritor Poli Délano, quien las entregó al Centro Nacional de Patrimonio Fotográfico (CENFOTO) para su conservación.  

## Obra
Desde 1930 hasta 1973, año del golpe militar, la fotografía producida por mujeres en Chile transita por los efectos estilísticos del retrato y por ser fuente documental para investigación. En su mayor parte la mirada femenina para la fotografía era de corte intimista, del ámbito estético, doméstico, privado y de lo anecdótico. La obra de Lola ciertamente difiere bastante de lo que era habitual; en ella “lo primero que asoma al espíritu del contemplador es un tenaz deseo de registrar para informar. No fotografiaba para recordar sino para contar acerca de mundos lejanos en un intento de horadar las esencias de lugares y su gente”.
De manera directa o indirecta Lola absorbió la corriente fotográfica de vanguardia denominada la “Nouvelle Vision” que tuvo lugar en París entre 1920-1940. Lola era de las fotógrafas que no buscaba efectos estéticos ni alterar las imágenes, y con el tiempo su obra ha alcanzado proporciones de documento histórico en tanto registro visual de una artista que viajó por el mundo en una época donde ello no era lo habitual. 
Se la considera una de las pioneras latinoamericanas de la fotografía de la calle y de lo marginal. En los años cincuenta, ya en Chile, tomó fotos de las primeras denominadas poblaciones callampas, “vistas callejeras, nunca panorámicas, de ciudades y suburbios, esquinas centrales o periféricas, retratos íntimos […] equipamientos urbanos e indumentarias de diseño de moderna data pero ahora inactuales […] con el aire de época que emana de sus fotos”. En su obra la artista nos muestra lo más precario de Chile, el subdesarrollo y la miseria mezclando la sensibilidad social con la curiosidad que se necesita para documentar tales escenarios.  
Su obra es crucial para la historia de la fotografía chilena y latinoamericana porque muestra una práctica inusual, fuera de los itinerarios tradicionales de la fotografía como lo son las exposiciones los salones o publicaciones. Una de las claves de la obra de Lola Falcón es: “respetar lo estético sin caer en el esteticismo. Sus paisajes no son fotografías turísticas, sino el vibrar del diapasón humano en frente de otras culturas”.
Dentro de los retratos de personalidades fotografiadas por Falcón, se encuentran Albert Einstein, Frida Kahlo, Diego Rivera y Yin Yin.

## Exposiciones individuales
- 1949. Fotografías de Lola Falcón. Galería Central, Santiago de Chile.

- 2003. Fotografías de Lola Falcón. Centro Cultural Estación Mapocho. Exposición organizada por la Escuela de Foto Arte. Santiago de Chile.

- 2009. Lola Falcón. Una fotógrafa chilena mirando al mundo. Exposición organizada por Cenfoto UDP, con curatoría de Andrea Aguad. Museo de Arte Contemporáneo, Facultad de Artes, Universidad de Chile (MAC), Santiago de Chile.
- 2010. Lola Falcón. Una fotógrafa chilena mirando al mundo. Exposición organizada por Cenfoto UDP, con curatoría de Andrea Aguad. Biblioteca de Santiago (Chile).

- 2010. Lola Falcón. Una fotógrafa chilena mirando al mundo. Exposición organizada por Cenfoto UDP, con curatoría de Andrea Aguad. Corporación Cultural de San Pedro de La Paz, Concepción (Chile).
- 2010. Lola Falcón. Una fotógrafa chilena mirando al mundo. Exposición organizada por Cenfoto UDP, con curatoría de Andrea Aguad. Centro de extensión cultural Alfonso Lagos, Chillán (Chile).
- 2011. Lola Falcón. Una fotógrafa chilena mirando al mundo. Exposición organizada por Cenfoto UDP, con curatoría de Andrea Aguad. Centro de Extensión Patrimonio e Identidad del Consejo Nacional de la Cultura y las Artes, Valparaíso (Chile).
- 2012. Lola Falcón. Una fotógrafa chilena mirando al mundo. Exposición organizada por Cenfoto UDP, con curatoría de Andrea Aguad. Casona Cultural ex Banco Llanquihue de Puerto Montt (Chile).
- 2012. Lola Falcón. Una fotógrafa chilena mirando al mundo. Exposición organizada por Cenfoto UDP, con curatoría de Andrea Aguad. Casa de la Cultura de Cerro Navia. Santiago de Chile.

## Exposiciones colectivas
- 2009. Día nacional de la fotografía (Luis Ladrón de Guevara, Lola Falcón, Fernando Valck, Armando Sills, Antonio Quintana, Fernando Melo, Luis Weinstein, Leonora Vicuña, Pepe Guzmán, Fabiola Narváez, entre otros). Centro Cultural La Moneda, Museo Nacional de Bellas Artes, Centro Cultural Estación Mapocho, Centro Cultural Gabriela Mistral (GAM), Santiago de Chile.

## Publicaciones
- 2013. Lola Falcón. Por las calles del mundo. Aguad, Andrea; Délano, Poli.Cenfoto UDP. Santiago de Chile. ISBN 978-956-8137-05-2

## Documentales
- 2018. Iconos de la Fotografía Chilena del Siglo XX (Serie documental web). Producida por el Colectivo Rectángulo, creado por el fotógrafo Richard Salgado y el realizador Miguel Luna como un encuentro entre la fotografía y el cine. Investigación y gestión de archivos de Andrea Aguad. Santiago de Chile.[5]